# Communes de la wilaya de Constantine
Liste des communes de la wilaya algérienne de Constantine : 
| #  | Commune            | Carte                                                                                                |
| -- | ------------------ | --- |
| 1  | Ouled Rahmoune     | Communes de la Wilaya de Constantine.svgPour les autres communes, voir Liste des communes d'Algérie. |
| 2  | Aïn Abid           | Communes de la Wilaya de Constantine.svgPour les autres communes, voir Liste des communes d'Algérie. |
| 3  | El Khroub          | Communes de la Wilaya de Constantine.svgPour les autres communes, voir Liste des communes d'Algérie. |
| 4  | Ibn Badis          | Communes de la Wilaya de Constantine.svgPour les autres communes, voir Liste des communes d'Algérie. |
| 5  | Aïn Smara          | Communes de la Wilaya de Constantine.svgPour les autres communes, voir Liste des communes d'Algérie. |
| 6  | Constantine        | Communes de la Wilaya de Constantine.svgPour les autres communes, voir Liste des communes d'Algérie. |
| 7  | Ibn Ziad           | Communes de la Wilaya de Constantine.svgPour les autres communes, voir Liste des communes d'Algérie. |
| 8  | Hamma Bouziane     | Communes de la Wilaya de Constantine.svgPour les autres communes, voir Liste des communes d'Algérie. |
| 9  | Didouche Mourad    | Communes de la Wilaya de Constantine.svgPour les autres communes, voir Liste des communes d'Algérie. |
| 10 | Messaoud Boudjriou | Communes de la Wilaya de Constantine.svgPour les autres communes, voir Liste des communes d'Algérie. |
| 11 | Beni Hamiden       | Communes de la Wilaya de Constantine.svgPour les autres communes, voir Liste des communes d'Algérie. |
| 12 | Zighoud Youcef     | Communes de la Wilaya de Constantine.svgPour les autres communes, voir Liste des communes d'Algérie. |